# Milt Fankhauser
Milt Fankhauser, znany także jako Milt Fankhouser (ur. 29 października 1915 w Nowym Jorku, zm. 26 lutego 1970 w Santa Barbara) – amerykański kierowca wyścigowy niemieckiego pochodzenia.

## Życiorys
Przed II wojną światową był właścicielem sklepu monopolowego w Louisville. W trakcie wojny służył w 10 Dywizji Pancernej. Po wojnie mieszkał w Kalifornii w Lake Elsinore, a następnie w Arroyo Grande. W 1946 ścigał się w mistrzostwach sprint carów pod egidą AAA. Rok później zadebiutował w mistrzostwach AAA Championship Car, ścigając się głównie Millerem M183. Najlepszym jego rezultatem było piąte miejsce na Lakewood Speedway, wystartował również w Indianapolis 500, którego nie ukończył. W 1948 roku nie zakwalifikował się do żadnego wyścigu, natomiast w roku 1949 wystartował w sześciu zawodach, najlepiej kończąc wyścig na szóstym miejscu na torze Arlington Downs Raceway. Ostatnim jego sezonem w serii AAA był 1950, jednak ponownie nie zakwalifikował się do żadnej eliminacji.

## Życie prywatne
Był żonaty z Evelyn. Jego synem był piosenkarz surfrockowy, Merrell Fankhauser.

## Wyniki
| Legenda oznaczeń w tabelach wyników Wyświetl szablon na nowej stronie | Legenda oznaczeń w tabelach wyników Wyświetl szablon na nowej stronie                                                                     |
| Oznaczenie                                                            | Wyjaśnienie |
| --------------------------------------------------------------------- | --- |
| Złoty                                                                 | Zwycięzca lub mistrzostwo |
| Srebrny                                                               | 2. miejsce lub wicemistrzostwo |
| Brązowy                                                               | 3. miejsce lub II wicemistrzostwo |
| Zielony                                                               | Ukończył, punktował (w klasyfikacji generalnej, gdy zdobył co najmniej jeden punkt na przestrzeni sezonu, poza trzema powyższymi opcjami) |
| Niebieski                                                             | Ukończył, nie punktował (w klasyfikacji generalnej, gdy nie zdobył co najmniej jednego punktu na przestrzeni sezonu)                      |
| Czerwony                                                              | Nie zakwalifikował się (NZ) |
| Czerwony                                                              | Nie prekwalifikował się (NPK) |
| Różowy                                                                | Nie ukończył (NU) |
| Różowy                                                                | Niesklasyfikowany (NS) (w klasyfikacji generalnej, gdy nie został sklasyfikowany w żadnym wyścigu sezonu)                                 |
| Czarny                                                                | Zdyskwalifikowany (DK) |
| Czarny                                                                | Wykluczony (WYK/EX) |
| Biały                                                                 | Nie wystartował (NW) |
| Biały                                                                 | Kontuzjowany (K/INJ) |
| Biały                                                                 | Wyścig odwołany (OD/C) |
| Bez koloru                                                            | Został wycofany (WYC/WD) |
| Bez koloru                                                            | Nie przybył (NP/DNA) |
| Bez koloru                                                            | Nie brał udziału w treningach (NT/DNP) |
| Bez koloru                                                            | Nie został zgłoszony (–) |
| Pogrubienie                                                           | Start z pole position |
| Kursywa                                                               | Najszybsze okrążenie wyścigu |
| †                                                                     | Nie ukończył, ale jego rezultat został zaliczony ze względu na przejechanie więcej niż 90% dystansu wyścigu.                              |
| *                                                                     | Sezon w trakcie |
| 1/2/3                                                                 | Punktowana pozycja w sprincie kwalifikacyjnym                                                                                             |
| Lista systemów punktacji Formuły 1                                    | |

### Indianapolis 500
| Rok  | Nadwozie | Silnik      | Start | Wynik | Uwagi       |
| ---- | -------- | ----------- | ----- | ----- | ----------- |
| 1947 | Stevens  | Offenhauser | 11    | 30    | wycofał się |
| 1948 | ?        | ?           | NZ    |       |             |
| 1949 | Hall     | ?           | NZ    |       |             |
| 1950 | Stevens  | Offenhauser | NZ    |       |             |

### Formuła 1
W latach 1950–1960 wyścig Indianapolis 500 był eliminacją Mistrzostw Świata Formuły 1.
| Rok  | Zespół    | Samochód | Silnik         | Wyniki w poszczególnych eliminacjach | Wyniki w poszczególnych eliminacjach | Wyniki w poszczególnych eliminacjach | Wyniki w poszczególnych eliminacjach | Wyniki w poszczególnych eliminacjach | Wyniki w poszczególnych eliminacjach | Wyniki w poszczególnych eliminacjach | Pkt. | Msc. |
| ---- | --------- | -------- | -------------- | ------------------------------------ | ------------------------------------ | ------------------------------------ | ------------------------------------ | ------------------------------------ | ------------------------------------ | ------------------------------------ | ---- | ---- |
| 1950 |           |          |                | Wielka Brytania                      | Monako                               | Stany Zjednoczone                    | Szwajcaria                           | Belgia                               | Francja                              | Włochy                               | 0    | NS   |
| 1950 | Karl Hall | Stevens  | Offenhauser R4 | -                                    | -                                    | NZ                                   | -                                    | -                                    | -                                    | -                                    | 0    | NS   |